# La Neuville-en-Beine
Pour les articles homonymes, voir Neuville et Beine (homonymie).
La Neuville-en-Beine est une commune française située dans le département de l'Aisne, en région Hauts-de-France.

## Géographie
Ce village picard se situe en haut d'une colline et à l'orée d'un bois.

### Communes limitrophes
|                   | Cugny                |                   |
| Beaumont-en-Beine | La Neuville-en-Beine | Villequier-Aumont |
|                   | Ugny-le-Gay          |                   |

### Hydrographie

#### Réseau hydrographique
La commune est traversée par la ligne de partage des eaux entre les bassins hydrographiques Artois-Picardie et Seine-Normandie. Elle est drainée par la Sommette, la Verse, le fossé 01 de la commune d'Ugny-le-Gay, le fossé 02 de la commune d'Ugny-le-Gay et le fossé 03 de la commune d'Ugny-le-Gay,.
La Sommette, d'une longueur de 15 km, prend sa source dans la commune de Cugny et se jette  dans la Somme à Ham, après avoir traversé huit communes.
La Verse, d'une longueur de 23 km, prend sa source dans la commune de Ugny-le-Gay et se jette  dans l'Oise (rive gauche) à Sempigny, après avoir traversé 15 communes.

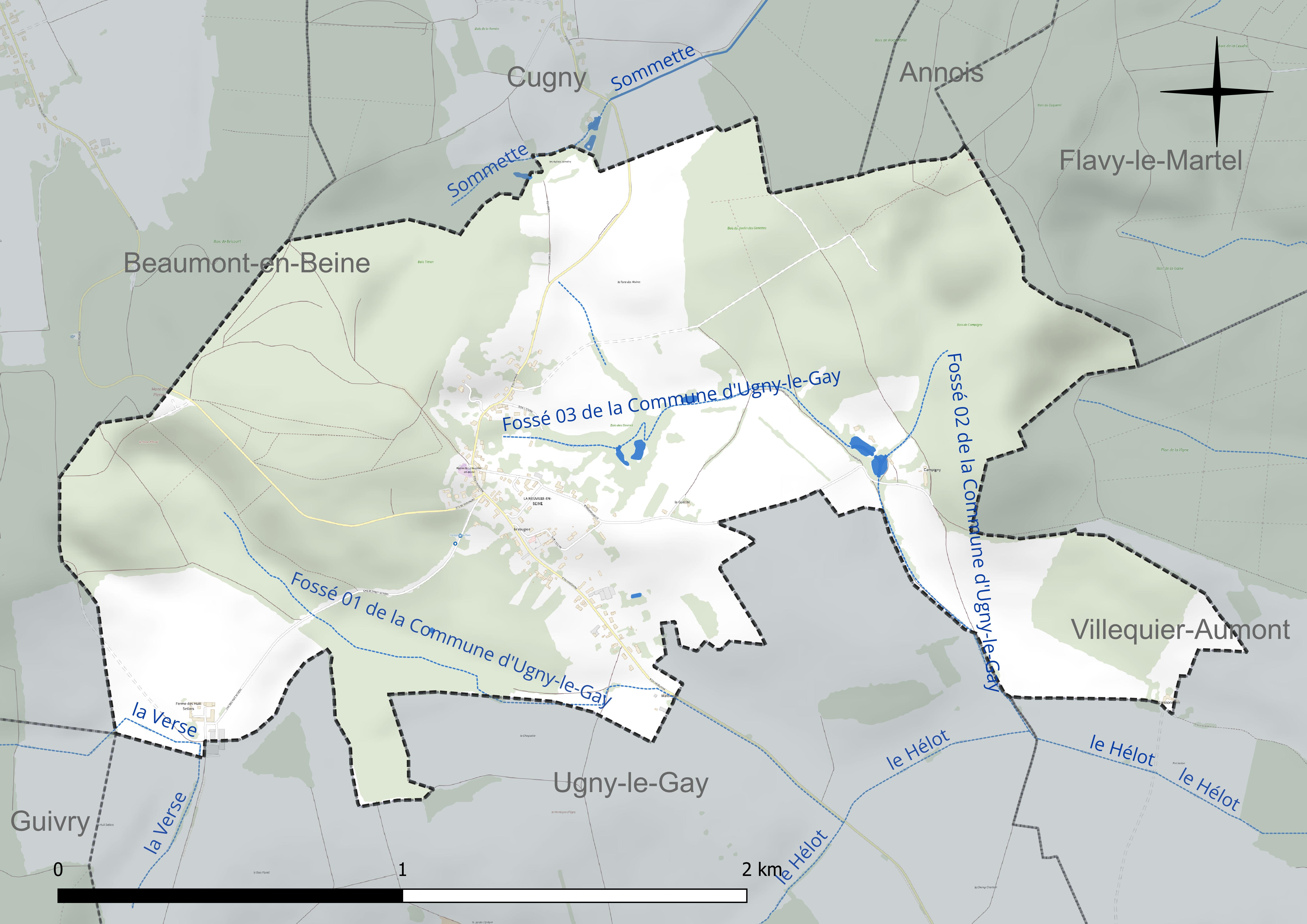
Réseau hydrographique de la Neuville-en-Beine.

#### Gestion et qualité des eaux
Le territoire communal est couvert par le schéma d'aménagement et de gestion des eaux (SAGE) « Oise moyenne ». Ce document de planification concerne un territoire de 1 013 km2 de superficie, délimité par le bassin versant de l'Oise moyenne. Le périmètre a été arrêté le 24 avril 2017 et le SAGE est, en 2024, encore en élaboration. La structure porteuse de l'élaboration et de la mise en œuvre est le syndicat mixte du SAGE Oise-Moyenne (SMOM).
La qualité des cours d'eau peut être consultée sur un site spécial géré par les agences de l'eau et l'Agence française pour la biodiversité.

### Climat
Pour des articles plus généraux, voir Climat des Hauts-de-France et Climat de l'Aisne.
En 2010, le climat de la commune est de type climat océanique dégradé des plaines du Centre et du Nord, selon une étude du CNRS s'appuyant sur une série de données couvrant la période 1971-2000. En 2020, Météo-France publie une typologie des climats de la France métropolitaine dans laquelle la commune est dans une zone de transition entre le climat océanique et le climat océanique altéré et est dans la région climatique Nord-est du bassin Parisien, caractérisée par un ensoleillement médiocre, une pluviométrie moyenne régulièrement répartie au cours de l'année et un hiver froid (3 °C).
Pour la période 1971-2000, la température annuelle moyenne est de 10,3 °C, avec une amplitude thermique annuelle de 14,6 °C. Le cumul annuel moyen de précipitations est de 731 mm, avec 11,7 jours de précipitations en janvier et 8,8 jours en juillet. Pour la période 1991-2020, la température moyenne annuelle observée sur la station météorologique la plus proche, située sur la commune de Chauny à 8 km à vol d'oiseau, est de 11,1 °C et le cumul annuel moyen de précipitations est de 709,9 mm,. Pour l'avenir, les paramètres climatiques de la commune estimés pour 2050 selon différents scénarios d'émission de gaz à effet de serre sont consultables sur un site spécial publié par Météo-France en novembre 2022.

## Urbanisme

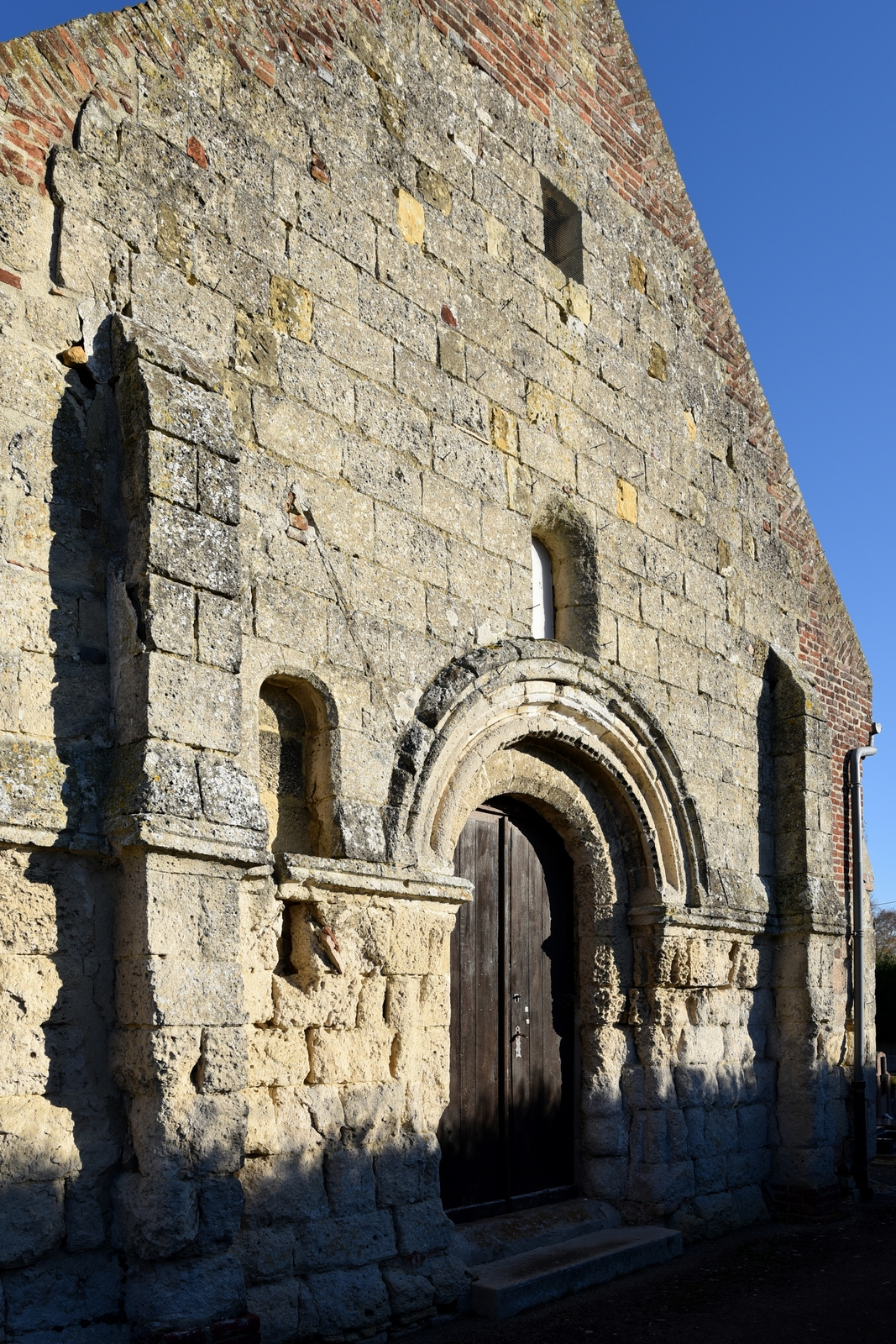
Église Notre-Dame de La Neuville-en-Beine

### Typologie
Au 1er janvier 2024, La Neuville-en-Beine est catégorisée commune rurale à habitat dispersé, selon la nouvelle grille communale de densité à 7 niveaux définie par l'Insee en 2022.
Elle est située hors unité urbaine. Par ailleurs la commune fait partie de l'aire d'attraction de Chauny, dont elle est une commune de la couronne,. Cette aire, qui regroupe 23 communes, est catégorisée dans les aires de moins de 50 000 habitants,.

### Occupation des sols
L'occupation des sols de la commune, telle qu'elle ressort de la base de données européenne d'occupation biophysique des sols Corine Land Cover (CLC), est marquée par l'importance des forêts et milieux semi-naturels (48,7 % en 2018), en diminution par rapport à 1990 (54,1 %). La répartition détaillée en 2018 est la suivante : 
forêts (48,7 %), terres arables (26,7 %), zones agricoles hétérogènes (18,1 %), zones urbanisées (6,5 %).
L'évolution de l'occupation des sols de la commune et de ses infrastructures peut être observée sur les différentes représentations cartographiques du territoire : la carte de Cassini (XVIIIe siècle), la carte d'état-major (1820-1866) et les cartes ou photos aériennes de l'IGN pour la période actuelle (1950 à aujourd'hui).

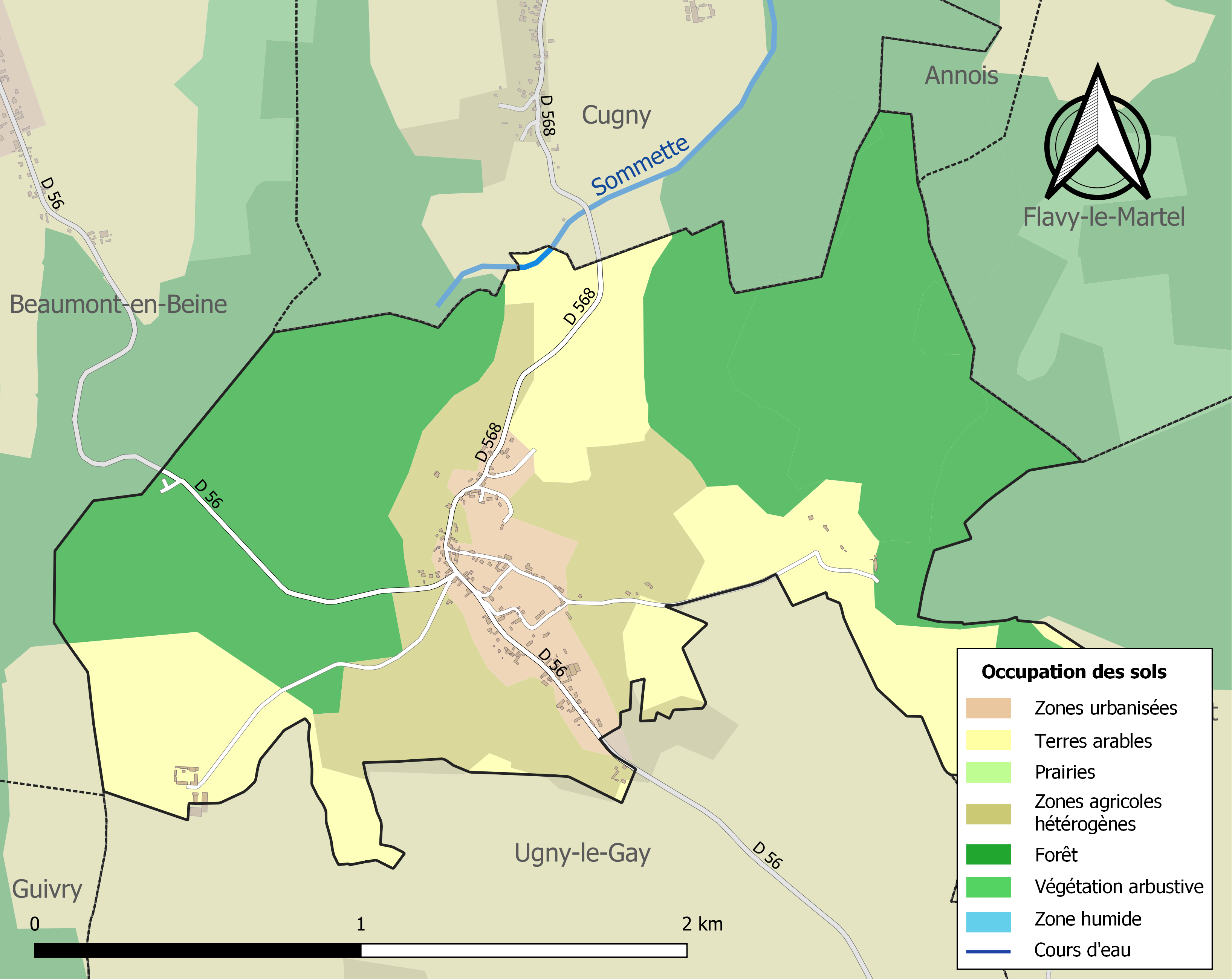
Carte de l'occupation des sols de la commune en 2018 (CLC).

## Toponymie
Le nom de la localité est attesté sous les formes Novavilla (1223) ; Nuevevile-en-Bainne (1267) ; Novavilla-in-Bana (1269) ; Neufville-en-Beyne ; Neuville-en-Baine (1646) ; Neufville-en-Bayne (1654) ; Neufville-en-Baine (1691) ; Neufville-en-Baisne (1702).

La Neuville : De l'adjectif de l'oïl neuve et ville « village ».
La Beine est une ancienne forêt, aujourd'hui fort réduite. La rivière Beine n'a pas donné son hydronyme à La Neuville qu'elle ne traverse pas, mais qui est proche de sa source à Villeselve dans l'Oise.

## Politique et administration

### Découpage territorial
La commune de Neuville-en-Beine est membre de la communauté d'agglomération Chauny-Tergnier-La Fère, un établissement public de coopération intercommunale (EPCI) à fiscalité propre créé le 1er janvier 2017 dont le siège est à Chauny. Ce dernier est par ailleurs membre d'autres groupements intercommunaux.
Sur le plan administratif, elle est rattachée à l'arrondissement de Laon, au département de l'Aisne et à la région Hauts-de-France. Sur le plan électoral, elle dépend du  canton de Chauny pour l'élection des conseillers départementaux, depuis le redécoupage cantonal de 2014 entré en vigueur en 2015, et de la quatrième circonscription de l'Aisne  pour les élections législatives, depuis le dernier découpage électoral de 2010.

### Administration municipale
| Période                                  | Période                       | Identité            | Étiquette | Qualité                                |
| ---------------------------------------- | ----------------------------- | ------------------- | --------- | -------------------------------------- |
| Les données manquantes sont à compléter. |                               |                     |           |                                        |
| mars 2001                                | mars 2008                     | Voltaire Joye       |           |                                        |
| mars 2008                                | En cours (au 13 juillet 2020) | Jean-Marie Chombart | DVG       | Artisan Réélu pour le mandat 2020-2026 |

## Démographie
L'évolution du nombre d'habitants est connue à travers les recensements de la population effectués dans la commune depuis 1793. Pour les communes de moins de 10 000 habitants, une enquête de recensement portant sur toute la population est réalisée tous les cinq ans, les populations de référence des années intermédiaires étant quant à elles estimées par interpolation ou extrapolation. Pour la commune, le premier recensement exhaustif entrant dans le cadre du nouveau dispositif a été réalisé en 2008.

En 2022, la commune comptait 191 habitants, en évolution de −4,98 % par rapport à 2016 (Aisne : −1,97 %, France hors Mayotte : +2,11 %).
| 1793 | 1800 | 1806 | 1821 | 1831 | 1836 | 1841 | 1846 | 1851 |
| ---- | ---- | ---- | ---- | ---- | ---- | ---- | ---- | ---- |
| 200  | 310  | 348  | 349  | 401  | 478  | 462  | 501  | 522  |

| 1856 | 1861 | 1866 | 1872 | 1876 | 1881 | 1886 | 1891 | 1896 |
| ---- | ---- | ---- | ---- | ---- | ---- | ---- | ---- | ---- |
| 501  | 460  | 435  | 358  | 332  | 300  | 287  | 259  | 246  |

| 1901 | 1906 | 1911 | 1921 | 1926 | 1931 | 1936 | 1946 | 1954 |
| ---- | ---- | ---- | ---- | ---- | ---- | ---- | ---- | ---- |
| 234  | 231  | 205  | 169  | 157  | 141  | 141  | 144  | 137  |

| 1962 | 1968 | 1975 | 1982 | 1990 | 1999 | 2006 | 2008 | 2013 |
| ---- | ---- | ---- | ---- | ---- | ---- | ---- | ---- | ---- |
| 161  | 116  | 103  | 123  | 148  | 152  | 164  | 168  | 199  |

| 2018 | 2022 | - | - | - | - | - | - | - |
| ---- | ---- | - | - | - | - | - | - | - |
| 193  | 191  | - | - | - | - | - | - | - |

## Lieux et monuments
- Église Notre-Dame.
- Le monument aux morts, surmonté d'une croix.

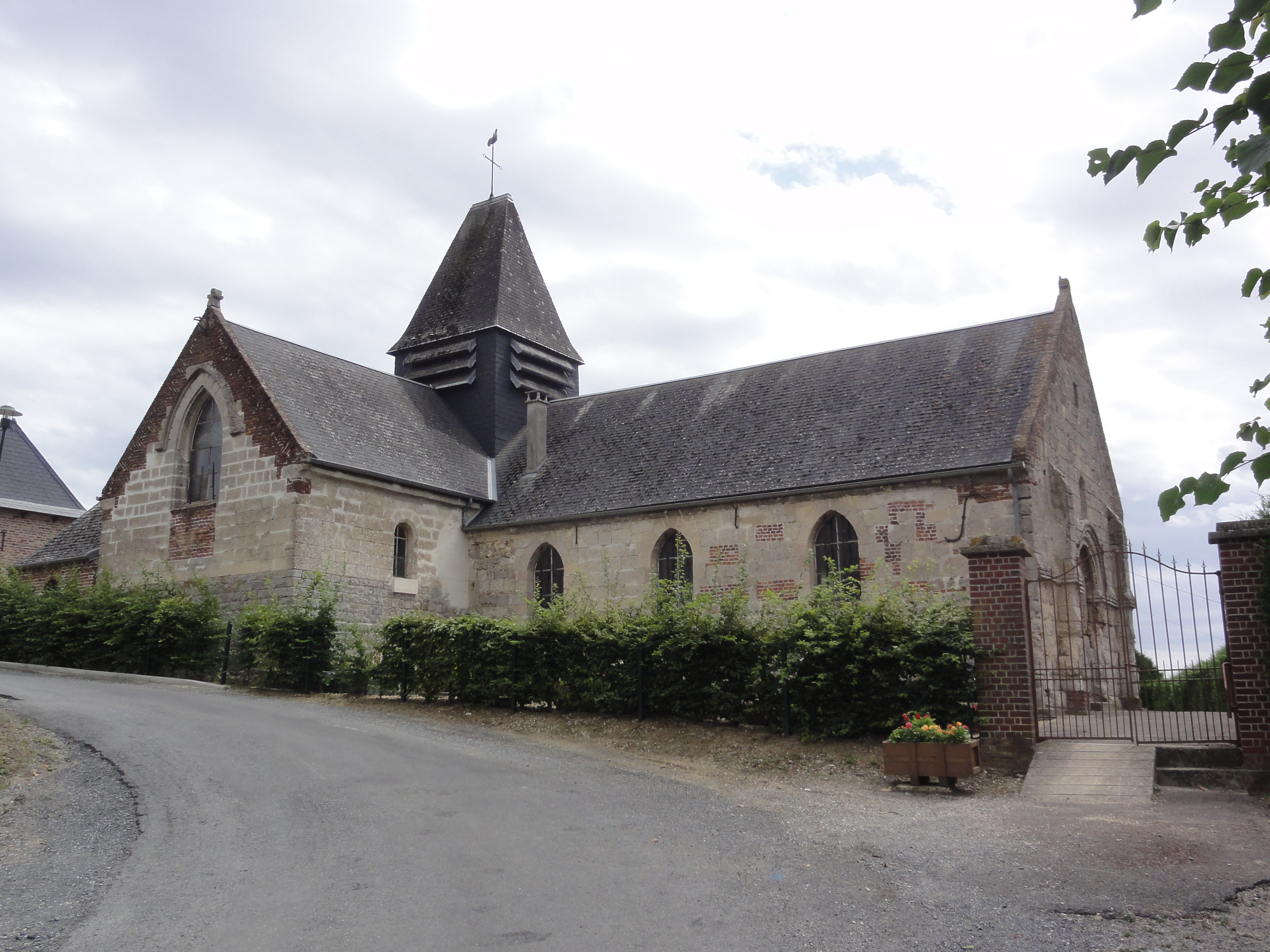
Église Notre-Dame.
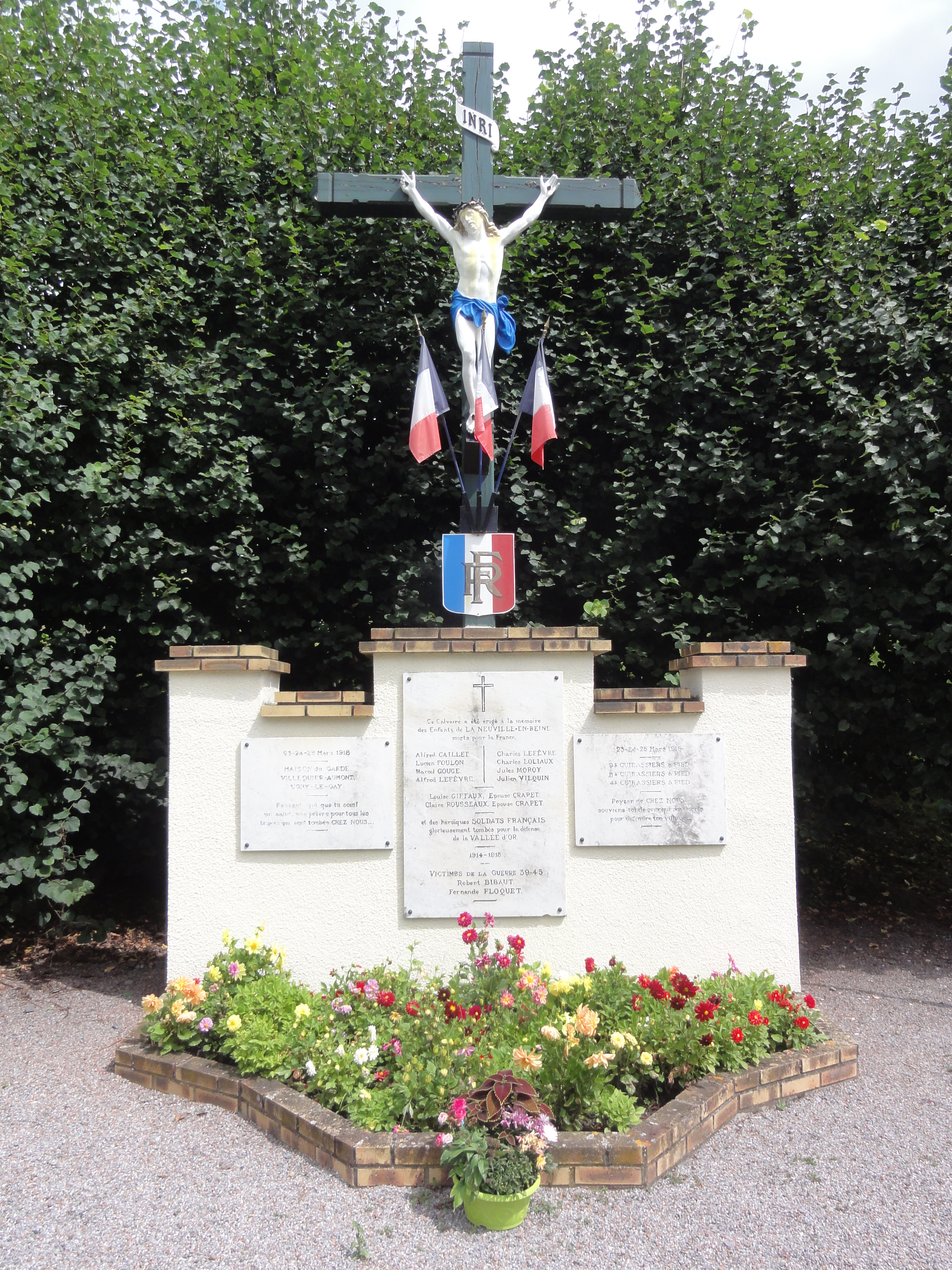
Monument aux morts.